# 코트 제스터
코트 제스터(The Court Jester)는 미국에서 제작된 노먼 파나마 감독의 1956년 애니메이션, 코미디, 가족 영화이다. 대니 케이 등이 주연으로 출연하였고 멜빈 프랭크 등이 제작에 참여하였다.
이 영화는 2004년 미국 국립영화등기부의 보존물로서 등재되었다.

## 출연

### 주연
- 대니 케이
- 글리니스 존스
- 배질 라스본
- 안젤라 랜즈베리

### 조연
- 세실 파커
- 밀드레드 너튁
- 로버트 미들턴
- 마이클 페이트
- 허버트 러들리
- 노엘 드레이튼

## 제작진
- 미술: 롤랜드 앤더슨
- 미술: 헐 페레이라
- 의상: 에디스 헤드
- 의상: 이본느 우드